# Kayk
Kayk ou Kayq (en arménien Կայք ; anciennement Melkum-Kendi, puis Mulki) est une communauté rurale du marz d'Aragatsotn, en Arménie. Elle compte 680 habitants en 2009.